# 土田拓海
土田 拓海（つちだ たくみ、1991年6月15日 - ）は、男性グループBOYS AND MEN、およびその派生ユニット誠の元メンバーである。
愛知県一宮市出身。2010年にBOYS AND MENの初期メンバーとしてデビュー、その運営事務所であるフォーチュンエンターテイメントに所属した。2021年にグループを脱退し、事務所を退所した。メンバーカラーは紫。愛称は、つっちー、つっちぃ。弟はNHKアナウンサー、土田翼。

## 略歴
愛知県出身であるが、5歳までは神奈川県横浜市で育った。中学時代まではプロ野球選手になりたいと思っていたがそれを諦めて、テレビドラマを通じて芸能界に興味を持ち、高校生のときに東京にある芸能事務所の養成所に入った。1年間通って事務所所属が決まるかどうかの手前まで行ったが、面接の相手と衝突して養成所を辞めて、一度芸能を諦めている。高校卒業後は美容の専門学校に進んだが、もう一度芸能をやってみたいと改めて思い、オーディション雑誌を買って芸能界を目指す行動に出る。「名古屋で活動ができる」という芸能事務所のオーディションに応募して、社長の谷口誠治と面談をする機会を持ち、そこで谷口から新しいプロジェクトへの参加を勧められた。それがBOYS AND MENの前身プロジェクト「IKEMEN☆NAGOYA」であり、2010年4月に開催されたその第1回公開オーディションに参加。これに一緒に参加した田中俊介、平松賢人らとともにBOYS AND MENの初期メンバーとなった。
「IKEMEN☆NAGOYA」は6月から本格的に始動して、土田は芸能界へ進む意志を固めて専門学校を3か月で退学した。BOYS AND MENの旗揚げ公演『ストレートドライブ!』でキャストに就くことができた。2011年4月から1年間、バラエティ番組『サタメン!!!』に「春ボーイズ」としてレギュラー出演。2012年2月に結成されたBOYS AND MENの派生ユニット・誠のメンバーとなった。
2016年、BOYS AND MENのラジオ番組『BOYS AND MEN 栄第七学園男組』（CBCラジオ）の企画で、タレント・酒井直斗とお笑いコンビ「第七学園演芸部」を結成。CBCラジオのイベントなどでのネタ披露や前座などで活動して、この年から2018年まで『キングオブコント』に出場した。その他に、北野誠とのラジオ番組『誠と拓海はディナーのあとで』（CBCラジオ）のパーソナリティー、『棘の中にある奇跡 〜笠間の栗の木下家〜』ほか映画出演、単独でのバラエティ番組のゲスト出演、など、グループを離れて活動する機会も増えていった。
2020年9月8日、「心のコンディションがあまり良くなかった」として、当面休養することを発表。メディア、ライブ出演のほかSNS更新などすべての表立った活動を休止した。この翌日にリリースされた『Oh Yeah』が最後に参加したシングル、新曲のレコーディングに参加した『BOYMEN the Universe』（2021年1月）が最後に参加したアルバムとなった。
休養に入ってから1年近く経った2021年8月13日、同日付でグループを脱退しフォーチュンエンターテイメントを退所することを発表。同日にブログを更新し、「根本的な部分で『前に出たい、目立ちたい欲』がそこまで強くないなってこと。それに気が付いてから今のエンターテイメントのお仕事の関わり方が僕には向いてないなと思うようになりました。」といった心情を綴り、今後について「今後はステージに立ってという形では無くなりますが、色々学びエンターテイメントのお仕事も関われる形で出来たらと思ってます。」と説明した。
後日、SNSアカウントを開設し、経営者となったことを報告。

## 人物
身長は183cm、血液型はB型。3人兄弟の長男で、次男が翼である。趣味・特技は将棋、野球、サッカー、掃除、ランニング。中国語を勉強している。2019年にハウスクリーニングアドバイザーとクリーニングインストラクターの資格を取得した。
BOYS AND MENでのキャッチフレーズは「決まらない王子」。「決まらない」は、「“ここ一番”というときにかならず失敗する」ということが由来である。最初の事務所面談とIKEMEN☆NAGOYAのオーディションにおいて遅刻と忘れ物を重ねていて、土田は「そんなに失態を重ねたのになぜ合格したのか分からない」といい、谷口誠治は土田に対して「土田はね、よく分からない」・「僕はまだ認めていない」というが、それらの失態について「ボケだけど、かわいらしくて笑える。それが魅力なんじゃないか。」といった旨を述べている。
2011年頃に、グループを続けていくのが不安になったこと、自身に付いた「いじられキャラ」という扱いが苦になったことで、BOYS AND MENを辞めようと考えたことがあるが、これを察した水野勝に相談をして脱退を思いとどまった（脱退をしてソムリエになろうと考えていたが、土田は酒の飲めない体質である）。その後は「いじられキャラ」を受け入れていく姿勢に変わったという。

## 出演

### テレビドラマ
- 各務原よ 大使を抱け!（2013年11月、メ〜テレ）山田義雄 役[34]
- なぜ東堂院聖也16歳は彼女が出来ないのか?（2014年10月 - 12月、メ〜テレ）佐伯 役
- ボイメン新世紀 祭戦士ワッショイダー（2018年4月 - 6月、CBCテレビ他）土田拓海 役
- トクサツガガガ（2019年1月 - 3月、NHK総合）くーまん 役

### バラエティ、情報番組
- サタメン!!!（2011年 - 2012年、中京テレビ）「春ボーイズ」メンバー
- 特捜指令!アイチ★ポリスシリーズ（2014年 - 2015年、メ〜テレ）駐道禁路 役[35]
- ボイメン体操（2017年 - 2021年、CBCテレビ）体操のお兄さん・つっちー[36]

### 映画
- A.F.O 〜All for one〜（2014年）[35]
- サムライ・ロック（2015年）矢野徹人 役
- 復讐したい（2016年）佐久間洋一 役
- BOYS AND MEN 〜One For All, All For One〜（2016年）土田拓海 役[33]
- 棘の中にある奇跡 〜笠間の栗の木下家〜（2018年）原口文也 役
- ゼニガタ（2018年）ミノル 役[37]
- 鈍色のキヲク（2019年）[37]

### 配信ドラマ
- 学園のクローバー（2013年）[35]
- キスのカタチ「キスへの距離」（2016年）潤 役[38]

### ラジオ
- 誠と拓海はディナーのあとで（2017年 - 2020年、CBCラジオ）[17]

### 舞台
- ストレートドライブ!（2010年）
- ホワイト☆タイツ（2011年）
- ホワイト☆タイツII（2012年）斎賀貴志 / ジュリアン 役[39]
- RETURNER（2013年）永倉新八 役ほか[40]
- ボイメンステージ 諦めが悪い男たち〜NEVER SAY NEVER〜（2020年）迫田将平 役[41]

## 作品
電子書籍
- CanCam デジタルフォトブック 『土田拓海 COLOR-09 “PURPLE”』（2018年、小学館）[42]
- 土田拓海デジタル版 BOYS AND MEN THANKS! AT DOME LIVE（2019年、講談社）[43]